# Discografia di Little Richard

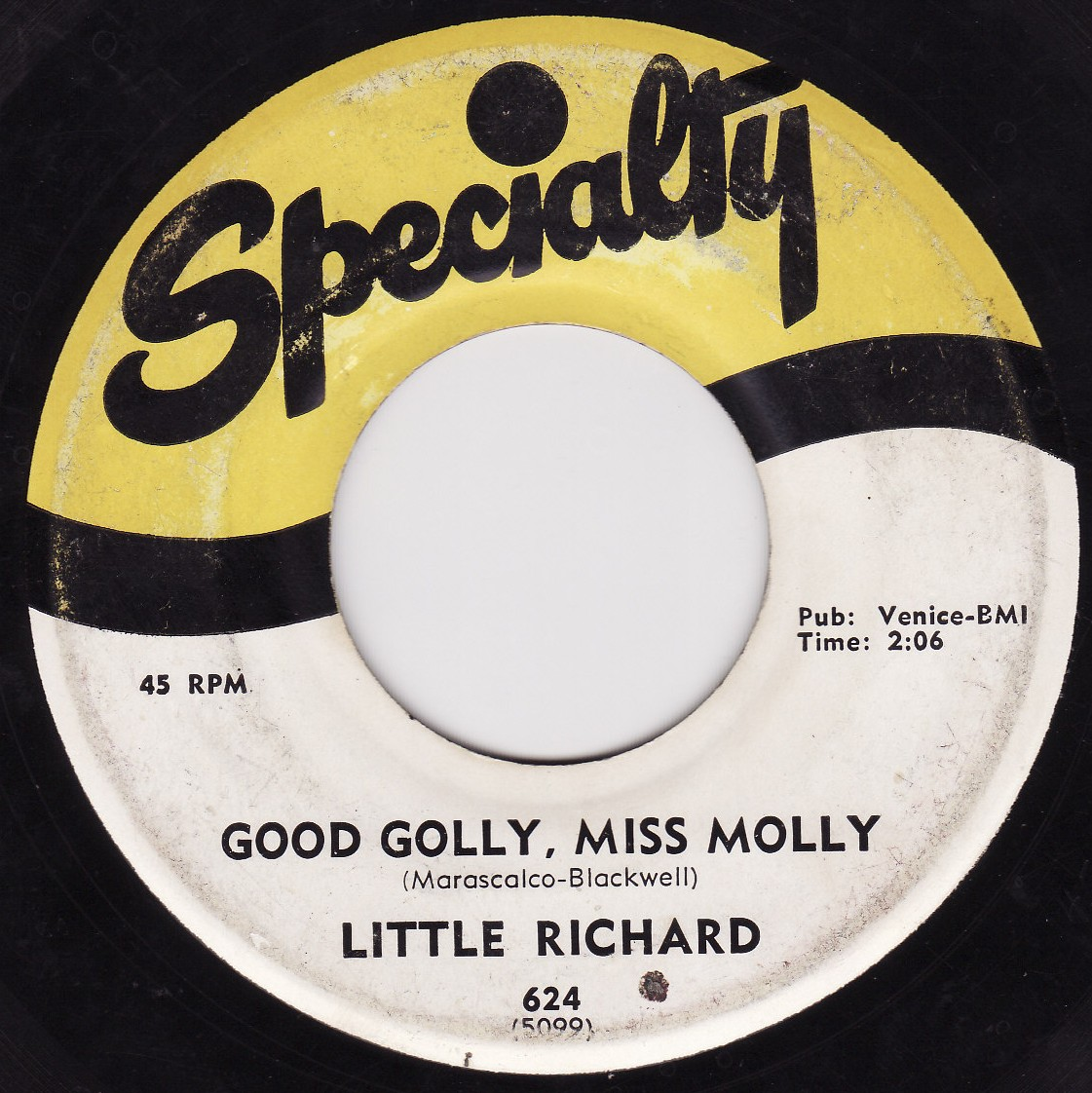
Good Golly, Miss Molly di Little Richard per la Specialty Records.

Segue la discografia di Little Richard.

## Discografia

### Registrazioni originali
Registrazioni in stile Jump blues per la RCA/Peacock Records:
- Otto singoli (Every Hour, Get Rich Quick, Why Did You Leave Me, Taxi Blues, Ain't Nothin' Happenin, Please Have Mercy On Me, I Brought It All On Myself, Thinkin' Bout My Mother ) per la RCA (1951/1952)
- Due singoli per la Peacock Records (1953)
- La prima pubblicazione su CD con bonus tracks: The Formative Years (1989)

Prime registrazioni Rock and roll per la Specialty Records:
- Here's Little Richard (1957)
- Little Richard (1958)
- The Fabulous Little Richard (1959)

Prime registrazioni Gospel:
- Pray Along with Little Richard (1960)
- Pray Along with Little Richard Vol. 2 (1960)
- King of the Gospel Singers (1962)

Nuove registrazioni Rock and roll per la Specialty Records:
- Due singoli (1964, distribuito in Well Alright! + bonus tracks, 1970)

Registrazioni per la Vee Jay Records – nuovo materiale ed ulteriori versioni di vecchie hits, dalla forte influenza soul:
- Little Richard Is Back (And There's a Whole Lotta Shakin' Goin' On!) (1964)
- Little Richard's Greatest Hits (1964)

Registrazioni per la Modern Records – nuovo materiale ed ulteriori versioni di vecchie hits, dalla forte influenza funk:
- The Incredible Little Richard Sings His Greatest Hits - Live! (1966)
- The Wild and Frantic Little Richard (1966)

Registrazioni per la Okeh Records – nuovo materiale ed ulteriori versioni di vecchie hits, dalla forte influenza soul-funk:
- The Explosive Little Richard (1967)
- Little Richard's Greatest Hits: Recorded Live! (1967)

Registrazioni funk per la Reprise Records e i lavori degli anni settanta:
- The Rill Thing (Reprise, 1970)
- The King of Rock and Roll (Reprise, 1971)
- The Second Coming (Reprise, 1972)
- Southern Child (album country, Reprise, registrato nel 1972, distribuito nel 2005)
- Right Now! (United, 1973)
- Little Richard Live (Nonostante il titolo, si tratta di riproposizioni studio di 20 grandi hits (K-Tel, 1976)

Nuove registrazioni Gospel:
- God's Beautiful City (World, 1979)
- Lifetime Friend (Warner Brothers, 1986)

Gli anni novanta:
- Shake It All About (Disney, 1992)
- Little Richard Meets Masayoshi Takanaka (Distribuito solamente in Giappone) (Toshiba, 1992)

### Album
- 1957: Here's Little Richard (Specialty)
- 1958: Little Richard (Specialty)
- 1959: The Fabulous Little Richard (Specialty)
- 1960: Pray Along with Little Richard, Vol. 1
- 1960: Pray Along with Little Richard, Vol. 2
- 1962: King of the Gospel Singers
- 1964: Little Richard Is Back (And There's A Whole Lotta Shakin' Goin' On!) (Vee-Jay)
- 1965: Little Richard's Greatest Hits (Vee-Jay)
- 1967: The Explosive Little Richard (Okeh)
- 1970: The Rill Thing (Reprise)
- 1971: The King of Rock and Roll (Reprise)
- 1972: The Second Coming (Reprise)
- 1974: Right Now! (United Records)
- 1976: Little Richard Live
- 1979: God's Beautiful City
- 1986: Lifetime Friend
- 1992: *Shake It All About (Disney)
- 1992: *Little Richard Meets Masayoshi Takanaka (Toshiba)
- 2005: *Southern Child (Rhino Handmade, registrato nel 1972 e pubblicato per la prima volta nel 2005)

### Album Live
- 1966: The Incredible Little Richard Sings His Greatest Hits - Live! (Modern)
- 1967: Little Richard's Greatest Hits: Recorded Live! (Okeh)

### Raccolte
- 1960: Little Richard Sings: Clap Your Hands (Spinarama M119)
- 1963: Sings Spirituals
- 1964: Sings the Gospel
- 1966: The Wild and Frantic Little Richard (Modern)
- 1967: Rock N Roll Forever
- 1968: Little Richard's Grooviest 17 Original Hits (Specialty)
- 1968: Forever Yours (Roulette)
- 1969: Good Golly Miss Molly
- 1969: Little Richard
- 1970: Rock Hard Rock Heavy
- 1970: Little Richard
- 1970: Well Alright!
- 1971: Mr. Big
- 1972: Southern Child (Reprise, unreleased)
- 1972: Friends from the Beginning - Little Richard and Jimi Hendrix
- 1972: The Original
- 1973: Rip It Up
- 1974: Talkin' 'Bout Soul
- 1974: Recorded Live
- 1974: Super Hits (Trip)
- 1975: Keep a Knockin'
- 1976: Sings
- 1977: Now
- 1977: 22 Original Hits (Warwick)
- 1983: 20 Greatest Hits (Lotus)
- 1984: Little Richard's Greatest (Kent)
- 1988: Lucille
- 1989: The Speciality Sessions
- 1991: The Georgia Peach
- 1996: Shag on Down by the Union Hall Featuring Shea Sandlin & Richard "The Sex" Hounsome
- 2006: Here Comes Little Richard/Little Richard
- 2008: The Very Best Of Little Richard

### Singoli
| 53    | Always/Rice, Red Beans and Turnip Greens (con i Tempo Toppers) | -          | -         | -         |
| 11/55 | Tutti Frutti/I'm Just a Lonely Guy                             | numero 17  | numero 2  | numero 29 |
| 4/56  | Long Tall Sally/Slippin' and Slidin'                           | numero 6   | numero 1  | numero 3  |
| 6/56  | Rip It Up/Ready Teddy                                          | numero 17  | numero 1  | numero 30 |
| 10/56 | Heeby-Jeebies                                                  | -          | numero 7  | -         |
| 10/56 | She's Got It                                                   | -          | numero 9  | numero 15 |
| 12/56 | The Girl Can't Help It                                         | numero 49  | numero 7  | numero 9  |
| 12/56 | All Around the World                                           | -          | numero 13 | -         |
| 3/57  | Lucille                                                        | numero 21  | numero 1  | numero 10 |
| 3/57  | Send Me Some Lovin'                                            | numero 54  | numero 3  | -         |
| 6/57  | Jenny, Jenny                                                   | numero 10  | numero 2  | numero 11 |
| 6/57  | Miss Ann                                                       | numero 56  | numero 6  | -         |
| 9/57  | Keep A-Knockin'                                                | numero 8   | numero 2  | numero 21 |
| 2/58  | Good Golly, Miss Molly                                         | numero 10  | numero 4  | numero 8  |
| 6/58  | Ooh! My Soul                                                   | numero 31  | numero 15 | numero 22 |
| 6/58  | True Fine Mama                                                 | numero 68  | -         | -         |
| 9/58  | Baby Face                                                      | numero 41  | numero 12 | numero 2  |
| 2/59  | Kansas City                                                    | numero 95  | -         | numero 26 |
| 3/59  | By the Light of the Silvery Moon                               | -          | -         | numero 17 |
| 11/61 | He's Not Just a Soldier                                        | numero 113 | -         | -         |
| 11/62 | He Got What He Wanted                                          | -          | -         | numero 38 |
| 3/63  | Crying in the Chapel                                           | numero 119 | -         | -         |
| 7/64  | Bama Lama Bama Loo                                             | numero 82  | numero 82 | numero 20 |
| 9/64  | Whole Lotta Shakin' Goin' On (A-side)                          | numero 126 | -         | -         |
| 9/64  | Goodnight Irene (B-side)                                       | numero 128 | -         | -         |
| 11/65 | I Don't Know What You've Got But It's Got Me                   | numero 92  | numero 12 | -         |
| 6/66  | Poor Dog (Who Can't Wag His Own Tail)                          | numero 121 | numero 41 | -         |
| 5/70  | Freedom Blues                                                  | numero 47  | numero 28 | -         |
| 9/70  | Greenwood Mississippi                                          | numero 85  | -         | -         |
| 8/73  | In the Middle of the Night                                     | -          | numero 71 | -         |
| 1/76  | Call My Name                                                   | numero 106 | -         | -         |
| 3/86  | Great Gosh A'Mighty!                                           | numero 42  | -         | numero 62 |
| 10/86 | Operator                                                       | -          | -         | numero 67 |